# Хрдличка, Алеш
А́леш Хрдли́чка (также Грдли́чка,  чеш. Aleš Hrdlička; 29 марта 1869, Гумполец — 5 сентября 1943, Вашингтон) — чешский антрополог, с 1881 года жил и работал в США. Автор гипотезы о заселении Северной Америки через Берингов пролив. Автор теории о том, что эволюция человечества прошла через стадию неандертальцев.
Член Национальной академии наук США (1921).

## Биография
В 1881 году Алеш Грдличка в возрасте 13 лет вместе с семьей эмигрировал в США. Работал на табачной фабрике. После перенесенной болезни увлекся медициной. Поступил и окончил медицинский колледж в Нью-Йорке. Открыл частную практику в Балтиморе. Изучал патологию и психические аномалии, заинтересовался методами и приемами антропометрии, для изучения которых в 1896 году переехал в Париж. В 1903 году получил приглашение в отдел физической антропологии Национального музея естественной истории Вашингтона. С 1910 по 1942 год возглавлял этот отдел. В 1918 году основал «Американский журнал физической антропологии». В 1929 году стал основателем и первым президентом Американской ассоциации физической антропологии.

## Работы
- «Физическая антропология» (1919)

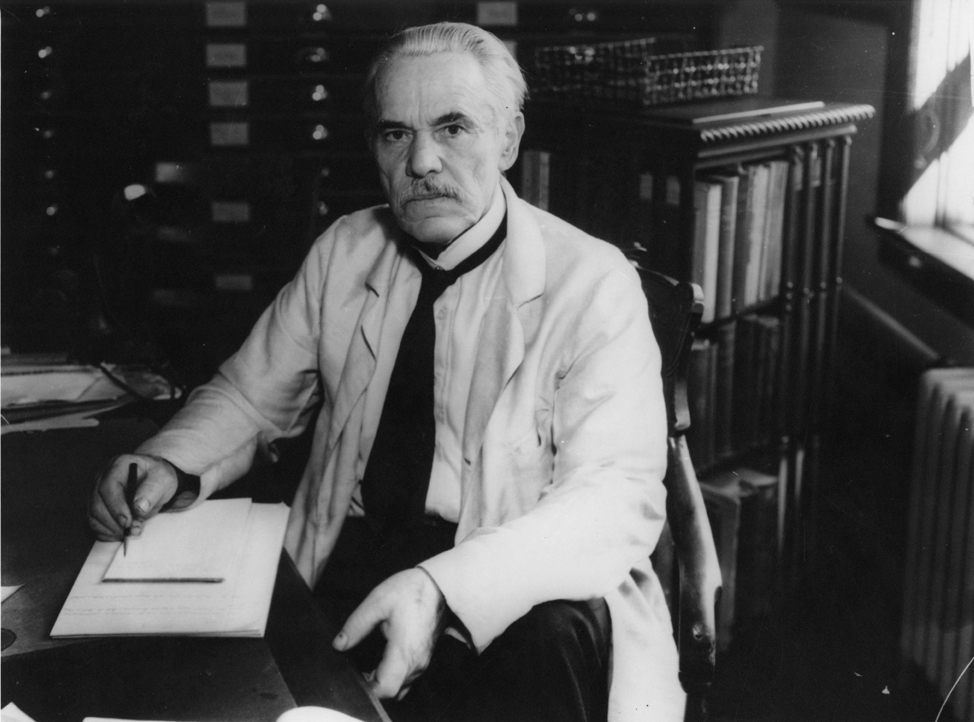
Aleš Hrdlička (1930).

- «Скелетные останки древнего человека» (1930)
- «Приход человека из Азии в свете новых исследований» (1932)